# Jiang Zhipeng
Jiang Zhipeng (en chino simplificado, 姜至鹏; pinyin, Jiāng Zhìpéng; Qingdao, China; 6 de marzo de 1989) es un futbolista de China que juega en la posición de lateral izquierdo con el Shenzhen FC de la Superliga de China.

## Carrera

### Club
| Periodo   | Club                | Apariciones | Goles |
| --------- | ------------------- | ----------- | ----- |
| 2006-2010 | Shanghai East Asia  | 53          | 6     |
| 2011-2013 | Shanghai Shenxin    | 85          | 1     |
| 2014-2017 | Guangzhou R&F       | 108         | 3     |
| 2018-2019 | Hebei China Fortune | 56          | 2     |
| 2020-     | Shenzhen FC         | 55          | 1     |

### Selección nacional
Debutó con China el 6 de junio de 2013 en la derrota por 1-2 ante Uzbekistán en un partido amistoso. Participó en la Copa Asiática 2015 donde jugó los cuatro partidos hasta la eliminación en cuartos de final ante Australia.

## Logros

### Club
- China League Two: 2007

### Individual
- Equipo Ideal de la Superliga de China: 2016, 2017